# SN 1994am
SN 1994am – supernowa typu Ia odkryta 4 lutego 1994 roku w galaktyce A024002-0137. Jej maksymalna jasność wynosiła 21,82m.